# Anthurium watermaliense
Anthurium watermaliense là một loài thực vật có hoa trong họ Ráy (Araceae). Loài này được L.H.Bailey & Nash miêu tả khoa học đầu tiên năm 1914.